# Tomasz Pryliński

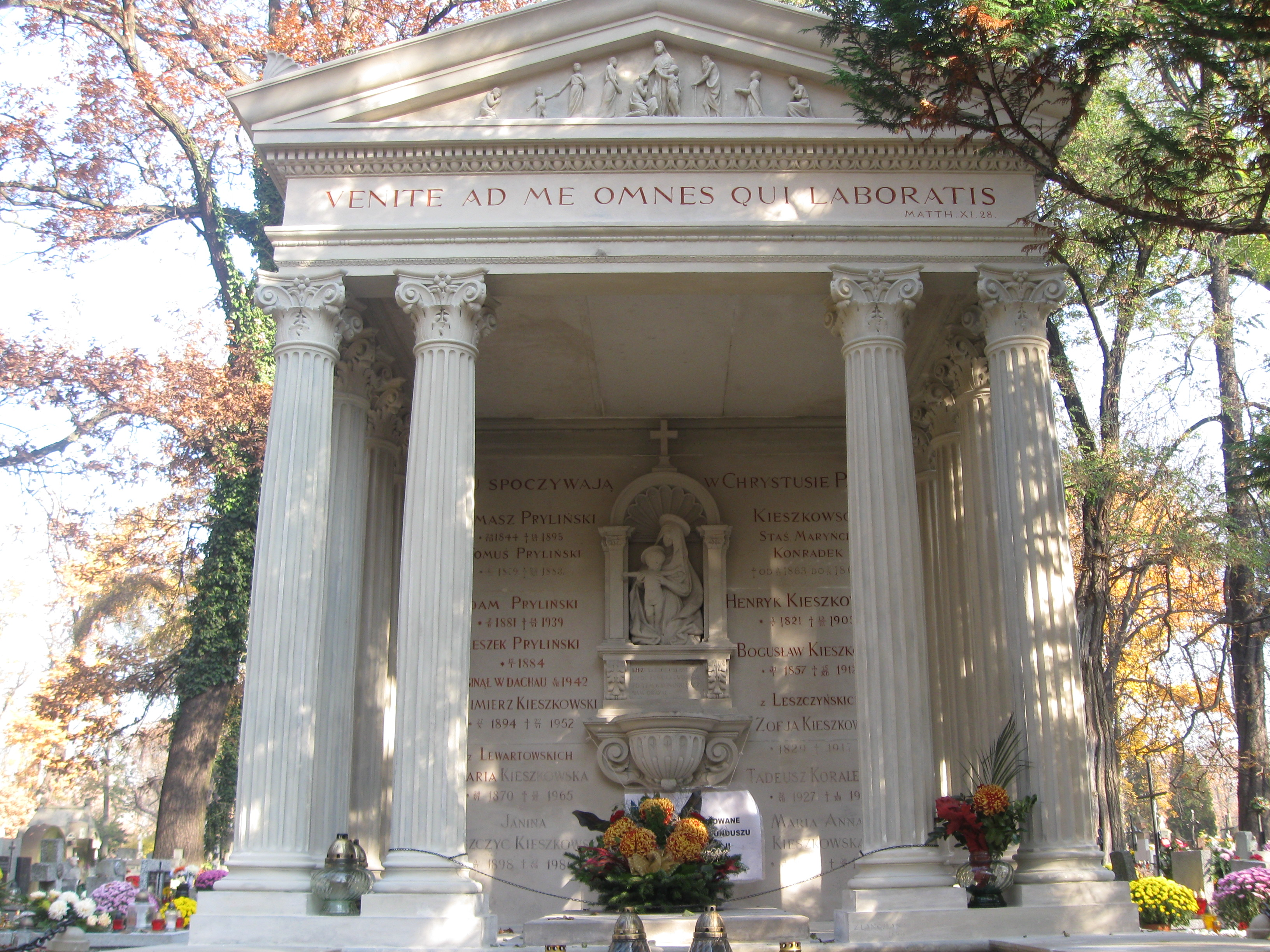
Phần mộ của gia đình Tomasz Pryliński tại Nghĩa trang Rakowicki ở Kraków

Tomasz Pryliński ([ˈprɨliɲski]; sinh ngày 24 tháng 8 năm 1847 – mất ngày 15 tháng 11 năm 1895) là một kiến trúc sư và nhà bảo tồn người Ba Lan. Ông làm việc ở Kraków trong thời kỳ Phân chia Ba Lan. Ông đặc biệt theo đuổi phong cách kiến trúc thời kỳ Phục hưng của Ba Lan. Công trình thiết kế nổi bật của ông là việc đại trùng tu Hội trường vải Sukiennice tại Quảng trường chính Kraków.

## Sự nghiệp
Tomasz Pryliński sinh tại Warsaw. Ông học kỹ thuật tại Đại học Bách khoa Bavaria ở Munich trong giai đoạn 1862–1866. Sau đó, ông tiếp tục theo học kỹ thuật ở Zurich và tốt nghiệp nơi này vào năm 1869. Ông ở Bỉ trong một thời gian ngắn rồi chuyển đến Kraków từ năm 1872. Ban đầu, năm 1873, ông làm công việc khảo sát đất đai cho Ngân hàng Galicia. Kế tiếp, ông làm kiến trúc sư và kỹ sư xây dựng. Pryliński quan tâm đến phong cách kiến trúc thời kỳ Phục hưng nên bắt tay chụp những tấm ảnh tư liệu đầu tiên về Lâu đài Wawel đang xuống cấp. Nhiều vị vua Ba Lan đã từng ngự tại lâu đài này. Lâu đài Wawel được xây dựng theo lệnh của Casimir III Đại đế. Pryliński đã tiến hành công việc bảo tồn tại Nhà thờ Thánh Franciszek Salezy và tại Tòa Giám mục ở Kraków từ năm 1881 đến năm 1884. Năm 1875, Thị trưởng yêu nước Mikołaj Zyblikiewicz đã đặt Pryliński trùng tu lại Sukiennice (vì nơi đây hầu như bị Hoàng gia Vienna bỏ rơi) và xây mới Bảo tàng Sukiennice trên lầu. Công trình này hoàn tất và được tổ chức khánh thành vào ngày 3 tháng 10 năm 1879 với một vũ hội hoành tráng.
Pryliński mất tại Thalkirchen, lân cận Munich. Ông được đưa đến Kraków và an nghỉ tại phần mộ của gia đình tại Nghĩa trang Rakowicki (ảnh). Kiến trúc sư Zygmunt Langman đã xây dựng phần mộ này.